# 브라시카 라파
순무(학명: Brassica rapa 브라시카 라파[*])는 식물의 한 종이다. 온대 지방에 잡초로도 자라며, 다양한 목적으로 키워진 여러 재배종이 있다. 십자화목 배추과(배추과)의 한해살이풀 또는 두해살이풀로 중국에서 처음 도래되었다. 순무는 봄에 노란 꽃이 총상(總狀) 꽃차례로 피고 뿌리와 잎에 많은 비타민을 함유한 채소이다. 잎은 긴 타원형이며, 품종에 따라 바소꼴, 무잎 모양의 깃꼴의 모양이 있다. 순무는 무를 재배하는 방법으로 재배하면 되지만 늦여름에 파종하고 늦가을에서 초겨울에 수확하는 것이 많다.

## 재배종
- 라피니
- 배추
  - 봄동
- 비타민
- 순무
- 채심
- 청경채

## 실험용 식물
위스콘신 대학교의 폴 H. 윌리엄스 교수가 30년 동안 교배를 시켜서 만든 재배종은 물, 비료, 형광등 불빛만 있으면 별로 신경을 쓰지 않아도 잘 자란다. 자라는 속도도 빨라서 30일 만에 성숙해지기 때문에, 학생들이 생물학 실험을 하는 데에 쓴다. 우주에서 생장 실험을 할 때에도 쓰였다.